# Oncophorus
Oncophorus là một chi rêu trong họ Dicranaceae.